# Henri-Alfred Jacquemart

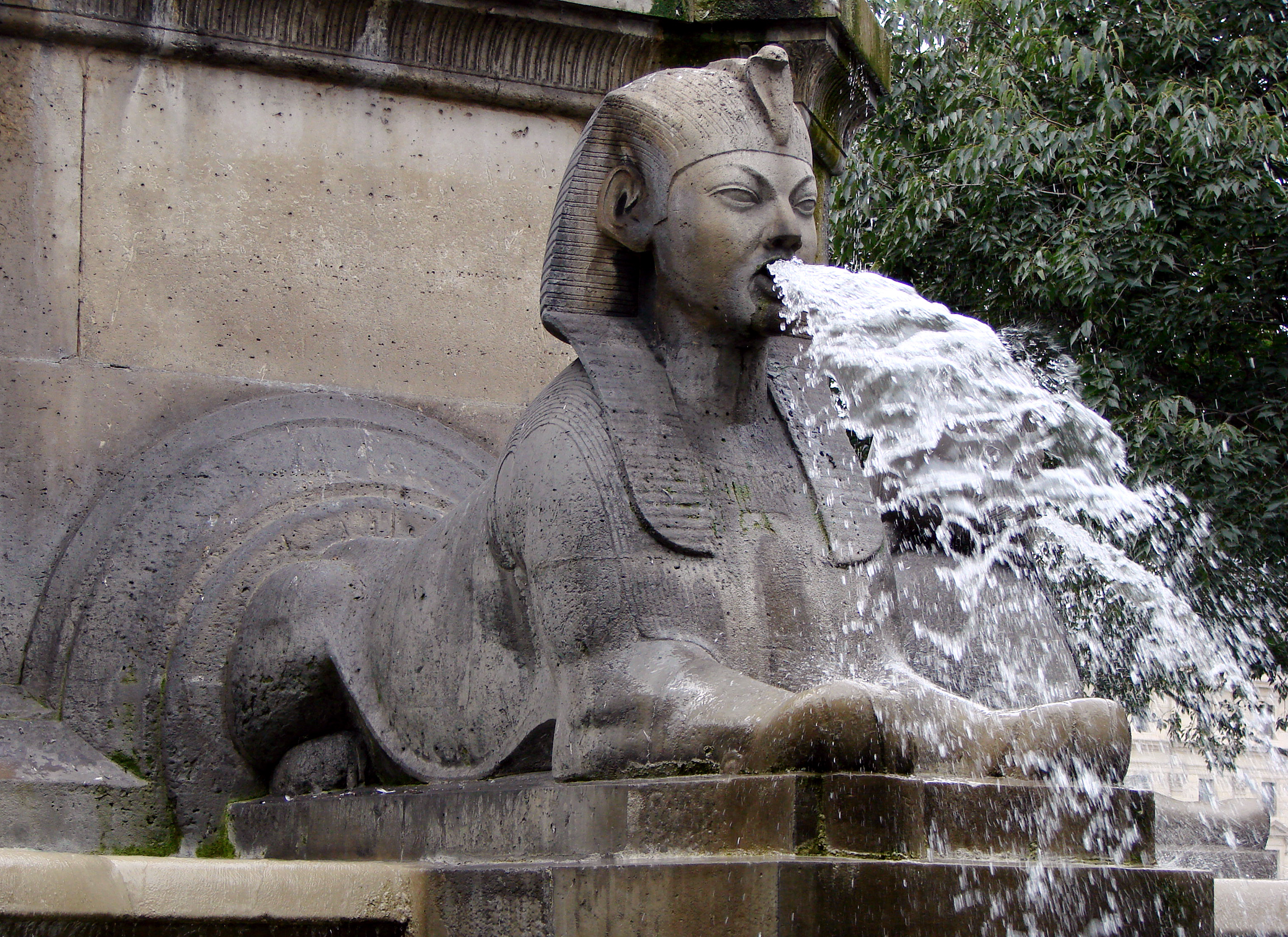
Sfinge della Fontaine du Palmier, 1858

Henri-Alfred Jaquemart, nato Henri Alfred Marie Jacquemart, (Parigi, 24 febbraio 1824 – Parigi, 4 gennaio 1896), è stato uno scultore francese, spesso conosciuto come Alfred Jacquemart.

## Biografia
Henri-Alfred Jacquemart, nato a Parigi 24 febbraio 1824, era il figlio di un industriale.
Jacquemart studiò disegno e scultura alla École des Beaux-Arts, dove fu un allievo di Paul Delaroche. Dopo essersi fatto conoscere per le sue opere aventi come soggetto degli animali, lo stato gli commissionò due dragoni per la place Saint-Michel a Parigi. Giovanissimo tenne delle mostre al Salon di Parigi dal 1847 fino al 1879, ricevendo diversi riconoscimenti. 
Fece parte di un gruppo di scultori, assieme, tra gli altri, a Pierre Louis Rouillard, Pierre-Jules Mène o Antoine-Louis Barye, che nella seconda metà del diciannovesimo secolo trassero profitto dal nuovo gusto della borghesia per le sculture in miniatura, soprattutto quelle ritraenti degli animali, e dallo sviluppo fenomenale di questo mercato sostenuto dalle molte fonderie d'arte che raggiunsero il loro apice in Francia in questo periodo. Molti dei suoi animali vennero realizzati nelle fonderie di Ferdinand Barbedienne.
Viaggiò in Egitto e Turchia e gli venne commissionata dalla città di Alessandria d'Egitto una statua colossale di Mehmet Ali. Egli deve comunque la sua reputazione ai molti monumenti che realizzò in Francia.  Nel 1870 a Jacquemart venne assegnata l'insegna di Cavaliere della Legion d'onore. Nel 1892, secondo L'Intermédiaire des chercheurs et curieux, lo scultore sarebbe andato in pensione.
Il 4 gennaio del 1896 morì all'improvviso nel suo appartamento in rue de Babylone. Fu il suo domestico che lo scoprì esanime sul suo letto. Morendo lasciò un figlio, Maurice Jacquemart, che svolgeva la professione di avvocato a Tunisi. Nel necrologio che Le Figaro gli dedicò, Henri-Alfred Jacquemart venne descritto come "un artista scrupoloso e colto, che conosceva a meraviglia la sua specialità nella scultura di animali", sebbene fosse "ben dimenticato" al momento della sua morte.

## Opere principali

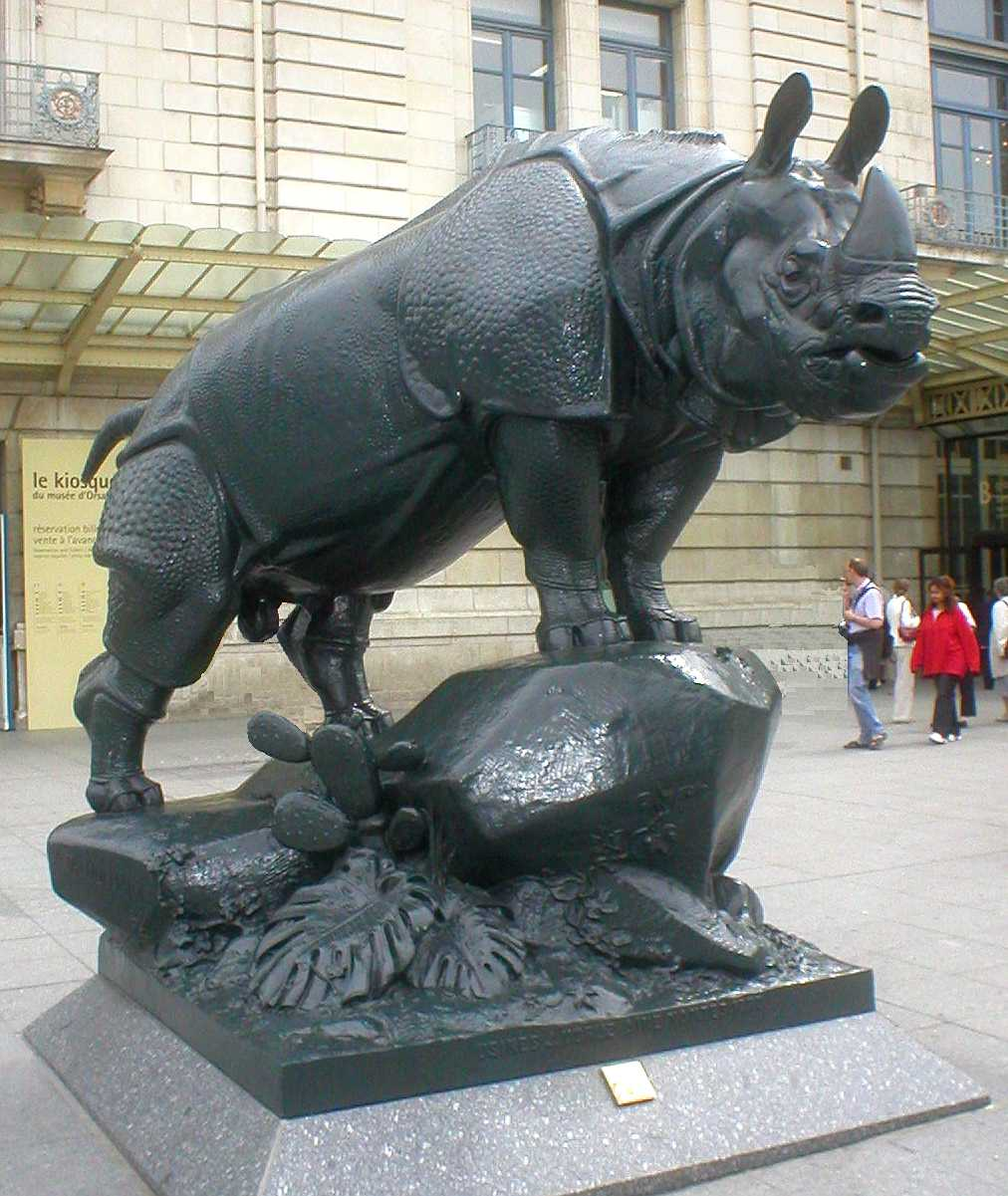
Rinoceronte, 1878

- Sfinge della Fontaine du Palmier, Place du Châtelet, Parigi, 1858.
- Viceré Mohammed Ali, Alessandria d'Egitto, ordinata nell'aprile 1869.
- Quattro leoni di Jacquemart, originariamente progettati per la base della statua di Mohammed Ali, ma poi maggiorati di dimensioni e posti all'ingresso del ponte Qasr al-Nil, Il Cairo.
- Soliman Pascià (1788-1860), Il Cairo, 1874.
- Mohammed Laz-oglou Bey, Il Cairo, 1874-5.
- Rinoceronte, ingresso del museo d'Orsay, Parigi, 1878.